# ブルー・マリー
ブルー・マリー（Blue Mary）は、SNK（SNKプレイモア）の対戦型格闘ゲーム『餓狼伝説』シリーズなどに登場する架空の人物。

## キャラクター設定
『餓狼伝説3』（以下『餓狼3』と表記）にて初登場。『餓狼伝説』シリーズでは不知火舞に続いて登場した2人目の女性キャラクター。ブロンドのボブヘアーに引き締まったプロポーションが特徴。
フリーランスのエージェントであり、本名はマリー・ライアン（Mary Ryan）。代々優れた格闘家を輩出する家系に生まれたサラブレッドで、後に登場する同じ姓のケビン・ライアンとは遠い親戚の関係にあたる。なお『餓狼伝説 City of the Wolves』（以下『餓狼CotW』と表記）では従兄という設定に改められた。また日系の血を引いており、ギース・ハワードに古武術を教えた日本人である周防辰巳を祖父に持つ。
「ブルー・マリー」とはコードネームであり、今は亡き恋人ブッチが行きつけの店で作らせた、マリーをイメージしたカクテルの名に由来する。ブッチはシークレットサービスだった父の同僚であり、マリーの20歳の誕生日を祝う席で父から紹介されたことがきっかけで交際を始めたが、その半年後に大統領のパレードの警護任務に就いた父とブッチはテロリストの凶弾に倒れて殉職。大統領暗殺を企てたグループからの発砲によりマリーの父とブッチは死亡した。そのショックでそれ以来、彼女の笑顔を見た者はいないという。
『餓狼3』から『リアルバウト餓狼伝説』（以下『RB』と表記）までは黄緑色で襟部にフワフワの毛皮がついた長袖の革ジャンを着ており、戦闘前に革ジャンを脱ぎ捨て赤いタンクトップ姿となる。この緑の革ジャン(レザージャケット)はブッチから初対面の時にプレゼントされたものであり、彼が死んでからは形見として愛用している。その後、『リアルバウト餓狼伝説スペシャル』（以下『RBS』と表記）以降では衣装が濃緑色で肘まで袖を捲くった革ジャンに変更され、彼の形見だったボンバージャケットは大切に保管しているという設定になっている。なお、『RBS』以降は革ジャンを着用したまま戦う。
格闘スタイルはコマンドサンボとなっているが、彼女はそれ以外にも父の英才教育のおかげで様々な格闘技を学んでおり、その中でブッチが得意とするコマンドサンボが、初めて出会うもっとも得意な格闘術となった。マリーは熱心にコマンドサンボを学び続け、優れた素質は開花していった。マリー自身は普通の体格の女性だが、彼女の使うコマンドサンボは十分な破壊力を持つ。なお、コマンドサンボはブッチに教わったとされる。
イングリッシュ・ポインターの「アントニオ」（愛称アントン）というオス犬を飼っており、対戦開始前のデモでは脱いだ革ジャンをくわえていったり、対戦勝利時のデモでは一緒に戯れたりしている。犬が大好きな反面、「自分勝手で気ままなところが気に入らない」という理由で嫌いなものに猫を挙げている。
愛車のバイクはハーレーダビッドソン・FLSTF。
テリー・ボガードとは、本人曰く「いい飲み友達…」ということで、恋愛関係には発展していない様子。『餓狼伝説 15th Anniversary BOX』に収録されているムービー「Memories of Stray Wolves」での設定によれば、『餓狼 MARK OF THE WOLVES』の時代にも健在で、テリーとの親交も続いているようである。

### 客演作品での活躍
『ザ・キング・オブ・ファイターズ』（以下『KOF』と表記）シリーズでは、『KOF'96』以前は背景での出演だったが、『ゲーメスト』・『ネオジオフリーク』（現在は双方とも廃刊）・『ファミ通』の3誌による合同人気投票の結果、『KOF'97』（以下『'97』と表記）で「'97スペシャルチーム」として初出場。それ以来2005年の『KOF XI』まで皆勤賞である。
『KOF』シリーズでは『RB』以前のコスチュームをアレンジした服装であり、トップスがタンクトップではなく首元まで覆うタイプのノースリーブになっていた。『KOF XIV』（以下『XIV』と表記）では更に背中の上部が大きく開いたホルターネックのデザインになっている。
『KOF MAXIMUM IMPACT Ragulation "A"』（以下『KOF MIA』と表記）では同じエージェントのセスと行動している設定になっている。また、『KOF MIA』の1Pコスチュームは『RBS』以降の服装をしている。

## ゲーム上の特徴
格闘スタイルがコマンドサンボで、相手の体の一部を締め上げる技や投げ技を多く持つ。また、総じてジャンプが低く、その分ジャンプ攻撃の打点を低くしやすい。『RBS』のEXマリー（性格や服のカラーも通常版と違う）に『KOF'98 ULTIMATE MATCH』（以下『'98UM』と表記）の裏性能マリーといった、通常版とは別性能の隠しキャラクターも存在する。

## 技の解説
技名の「M.」は全て「Mary's（マリーズ）」の略である。また、「.（ピリオド）」ではなく「・（中黒）」で表記される場合もある。

### 特殊技
スウェーエルボー
『餓狼3』『RB』での避け攻撃。片方へ屈んで、肘打ちを出す。
ステップローリング
『餓狼3』での特殊技。前方へ滑るように移動しつつ、後ろ回し蹴りを繰り出す。マリーの打撃技の中では（必殺技を除いて）最長のリーチを誇り、食らった相手を手前のラインに飛ばす。
ローストレート
『RB』での特殊技。低い姿勢からストレートを繰り出す。もとは『餓狼3』でのしゃがみ強パンチ。
クライミングアロー
起き上がり時にコマンドを入力すると「バーチカルアロー」のような技で反撃する技。
『RBS』でのEXマリーでは体勢を低くしながら斜め上に真っ直ぐ蹴りを繰り出す。上方向への判定が強く、対空技として使用可能。『KOF』シリーズでもEXマリーと同タイプ。
ダブルローリング
『RBS』での特殊技。前方へ小さく移動しつつ回転蹴りを2発繰り出す。2段目の蹴りは下段判定。『KOF』シリーズにもある。
スピンヒールアタック
『RB』にて追加。ダウン中の相手への追い打ち攻撃。低く飛び掛かって足を叩き落す。
ホッピングプレス
『RBS』のEXマリーのダウン中の相手への追い打ち攻撃。その場で踏み潰すようにして足で攻撃する。
ハンマーアーチ
『KOF』シリーズでの特殊技。前方へ小さく飛びながら、両手による叩き付け攻撃を出す。中段判定で、主に近距離立ち強パンチをキャンセルして出すことが多い。

### コンビネーションアーツ
『餓狼3』でのコンビネーションアーツの1つで、空振り時でも出せる「セクシーステップ」は、2段目に出る「ステップローリング」の発生が通常時よりも速い（リーチは若干落ちる）。近接距離限定のものでは、連続する張り手攻撃から「マリーズスナッチャー」につなげる「コンビネーションスナッチ」がある。これは与えるダメージが大きいだけでなく、相手を一気に気絶に追い込むことも可能で、マリーのコンビネーションアーツの中でも強力な性能である。

### 通常投げ
ヘッドスロー
『餓狼3』での通常投げの1つ。相手を掴んで後方に叩き付ける。『KOF』シリーズでは相手を放り投げ、ダウン回避可能。
アキレスホールド
「ヘッドスロー」からの連係技。相手のアキレス腱を5回締め付けてから後方に飛び去る。これらの連係技は『RB』及び『RBS』にもあるが、『RBS』ではEXマリーのみの技。
バックドロップ
『餓狼3』での通常投げの1つ。相手の背後に回り込んで後方に叩き付ける。レバー一回転コマンドである。
フェイスロック
「バックドロップ」からの連係技。叩き付ける動作から相手を引き倒して、喉を5回締め上げる。
ロックキック
『RBS』にて追加された通常投げ。相手を掴んで背後に回り、膝蹴りを叩き込む。食らった相手は錐揉み回転しながらダウンする。EXマリーは使用不可。
パシュートエルボー
「ロックキック」で膝蹴りを叩き込んだ直後にコマンドを追加入力すると発動。肘打ち攻撃を決めて弾き飛ばす。
ビクトル投げ
『KOF』シリーズでの通常投げ。相手を掴んで寝かせてから攻撃を一度叩き込み、上から肘を落としてダメージを与えて弾き飛ばす。ダウン回避不可。

### 必殺技
スピンフォール
前方に飛び上がり、回転カカト落としを繰り出す。『餓狼』シリーズではカカト落としを繰り出す脚にオーラが纏われている。
M.スパイダー
前方に飛び上がり、そのまま相手に組み付いて腕の関節を極める投げ技で、『RBS』ではEXマリーのみの技。『リアルバウト餓狼伝説2』（以下『RB2』と表記）などでは空中から急降下して仕掛けるもので、『KOF』シリーズでは『KOF'99』（以下『'99』と表記）以降「スピンフォール」からの追加技となっている。
ストレートスライサー
相手の足元に勢い良く滑り込み蹴りを決める。これも『餓狼』シリーズでは脚にオーラが纏われている。『RBS』でのEXマリーの場合は立ちガード可能。
スタンファング
『RB』で登場した「ストレートスライサー」からの派生技で、スタンガンで追撃する。

M.クラブクラッチ
相手の方に滑り込んでから相手の足を蟹挟みにして倒し、そのまま足関節を極める。『RBS』のEXマリー及び『KOF』シリーズでは「ストレートスライサー」からの派生技となっている。
バーチカルアロー
斜め上方へ蹴りを出しながら上昇する対空技。「スピンフォール」や「ストレートスライサー」同様、これも『餓狼』シリーズでは脚にオーラが纏われている。
M.スナッチャー
空中に飛び上がり、足で相手の頭を挟むと着地ざまに首の関節を極める。『RB』や『KOF』では「バーチカルアロー」からの派生技になっている。『餓狼3』及び『RBS』のEXマリーのものは「バーチカルアロー」とモーションが同じで（足にオーラは纏わない）、空中の相手に対してはガード不能になるため、投げと同じ性能。ただし、地上の相手には当たらない。
M.ヘッドバスター
相手の中・下段攻撃を取り、巴投げのように投げる当て身投げ技。投げられた相手は垂直に浮き上がるため、ここに追い打ちを叩き込める。
スタンガンスマッシャー
相手の上段攻撃を受け止め、相手を投げ落とし、さらにスタンガンで追撃する当て身投げ技。
クイックスウェー / M.リアルカウンター
『RB』にて追加。その場で上半身を低く落とす避け動作（元々は『餓狼3』のシステム動作「クイックスウェー」である）。『RB』ではここから「バックドロップ」及び「フェイスロック」に派生可能。技の名称が、『RB2』では「M.リアルカウンター」に、『KOF』では「リアルカウンター」に名称に変更された。『KOF』ではここから「バックドロップ・リアル」「ヘッドクラッシュ」のいずれかに派生できる。『RBS』ではEXマリーが使用可能で、派生技は「バックドロップ」のみ。
バックドロップ
相手の背後に回り込んで反対側に叩き付ける。元々は『餓狼3』での通常投げ。『RB』及び『RBS』でのEXマリーは「クイックスウェー」からこの技に派生可能。『KOF』シリーズでは「バックドロップ・リアル」という名称で、『'97』『KOF'98』では単体のコマンド投げ。『'99』では「リアルカウンター」からの派生技となっている。
フェイスロック
『RB』での「クイックスウェー」から派生できる投げ技で、バックドロップよりも高威力。元々は『餓狼3』での「バックドロップ」からの連係技。
フェイスロックコンボ
『RBS』でのEXマリーの「M.スナッチャー」を決めた直後に追加入力することで発動する技。
ヘッドクラッシュ
「リアルカウンター」からの派生技で、相手に飛びかかりつつ首に腕をかけ、全体重をかけて相手を首から投げ落とす。

M・リバースフェイスロック
『KOF』で「スタンガンスマッシャー」に代わる上段当て身投げとして使用。
ヤングダイブ
『RB2』の技（『KOF MIA』や『'98UM』の裏性能版でも使用）。空中を大きく跳んでからレッグラリアートを入れる。追加入力で以下の技に派生可能。
リバースキック
後ろに振り向きつつ後ろ回し蹴り。
デンジャラススパイダー
「M.スパイダー」と同じ技で、「ヤングダイブ」から出した場合のみこの技名になるが、『KOF MIA』では通常のジャンプから出すものもこの技名になる。

M.ブレイカー
『XIV』で追加された必殺技。相手に飛びかかって関節技を極める移動投げ。

### 超必殺技（潜在能力）
M.タイフーン
相手の身体を駆け上がり、首を両足で挟んでバク転の要領で地面に叩き付ける。叩き付けた時には巨大なバラが咲くエフェクトが出現する。『KOF』（一部の作品を除く）では単体のコマンド投げだが、『餓狼3』では相手に大きく飛び掛り、『RB』『RBS』『KOF2003』（以下『2003』と表記）では、相手に突進して接触した相手に投げを決めるもので、離れた相手に対して使う性質の技であった。『餓狼3』と『RBS』での潜在能力でもあり、前者でのこの技は、ネオジオ版とネオジオCD版におけるそれぞれの入力コマンド及び技を出す際の条件が大きく異なる。『KOF XI』に限っては、範囲内ならばコマンド投げ扱い、範囲外ならば『RB』や『RBS』のような移動投げ扱いと、今までに無い性能になっている。『KOF XIV』ではバラのエフェクトがなくなったが、MAX版では回転ひねりを加えながら相手を叩き付けるようになる。
M.スプラッシュローズ
前方へ滑るように突進、食らった相手に何度もすれ違いながら体当たりを喰らわせ、とどめに両手を広げて飛び上がり回転して攻撃する。『KOF』シリーズでのMAX版では、体当たりが高速化して、さらに回転攻撃に移る前に裏拳を叩き込む。『XIV』でのMAX版は、回転攻撃の後に空中で腕ひしぎと足関節技の複合技を決めながら相手を叩き付ける。
M.ダイナマイトスウィング
飛びヒザ蹴りで相手を浮かせて落とし、体勢を崩した相手の背後から首を絞め、そのまま円を描くように高速回転した後、相手を放り投げる。『KOF』シリーズでのMAX版では、ヒザ蹴りの後に「バックドロップ」を2回決めてから首を絞める。『KOF』の一部作では特殊空中ヒット判定がある。『RBS』や『XIV』では、ヒザ蹴りの後にジャイアントスイングを繰り出して相手を放り投げる。
初出の『RBS』ではEXマリーが使用可能な潜在能力で、コマンドはボタン順押しタイプである。『KOF』シリーズでも『2001』『2002』『NEOWAVE』『2002 UNLIMITED MATCH』でこのタイプのコマンドが使用されているが、こちらは通常版とMAX版でレバーが左右逆になっている。これら以外の作品ではPS版『RBS DM』も含め通常のレバー操作によるコマンドとなっている。
『RB2』と『KOF MIA』では「M.エスカレーション」中にのみ、ダウン追い打ちとして出すことができる通常の必殺技である。『'98UM』の裏性能版では「M.エスカレーション」中に特定の投げ技から派生する追加技となっている。
M.ダイビングスマッシャー
『RB』の潜在能力、『'98UM』の裏性能版の超必殺技。相手を抱えたまま飛び上がり、相手の頭を地面に叩き付けて大ダメージを与える、間合いが広い投げ技。叩き付けの際、『RB』では噴出する気の柱、『'98UM』では「M.タイフーン」と同じ薔薇のエフェクトが発生する。
M.エスカレーション
『RB2』の潜在能力。『KOF MIA』や『'98UM』の裏性能版でも超必殺技として使用できる。一種のモード解放といったもので、「スピンフォール」、「ストレートスライサー」、「バーチカルアロー」（『RB2』ではこれらの技は通常使用できない）に加えて以下の技が使用可能になる。
ダブルスパイダー
「スピンフォール」からの追加技で、「M.スパイダー」に移行。
ダブルクラッチ
「ストレートスライサー」からの追加技で、「M.クラブクラッチ」に移行。
ダブルスナッチャー
「バーチカルアロー」からの追加技で、「M.スナッチャー」に移行。
M.トリプルエクスタシー
上記の3つの技からの追加技で、さらに「M.ダイナマイトスウィング」を決める。

M・ツイスターローズ
『2003』でのリーダー超必殺技。相手に向かって突進し、「バーチカルアロー」→「M.スナッチャー」と繋ぎ、そして「M.ダイナマイトスウィング」の最初の飛びヒザ蹴りを決め、体勢を崩した相手に「M.タイフーン」を仕掛ける。
M.インフィニティーローズ
『KOF2002 UNLIMITED MATCH』でのMAX2。「ストレートスライサー」で突進し、関節技を数回決めた後、放り投げた相手に「M.スプラッシュローズ」を決め、最後は「M.スナッチャー」でとどめを刺す。

### ストライカー動作
ラピッドスパイダー
画面端から「ストレートスライサー」で突進し、その後「M.スパイダー」を出して捕えた相手を垂直に放り投げる。「M.スパイダー」が決まれば追い打ち可能だが、「ストレートスライサー」からは連続ヒットしない。

## 他のメディアでのマリー
漫画版
『コミックゲーメスト』で連載されていた、天獅子悦也を作者とする一連の作品（『闇のギース』及び『ギース・ハワード外伝』）では、実は大統領直属のSクラスエージェントであり、気の共鳴による未来予知という特殊能力の持ち主であるという設定が追加されている。

## キャラクターの背景
モデルとなったのは、漫画『ドラゴンボール』の登場人物である人造人間18号。
『XI』までの作品群で声を当てた担当の生駒治美は、マリーの声を出す際に「やっぱり照れるんですよ。やられたときの声とかって、エッチに聞こえちゃうんです。初めのうちはもう抵抗があって、真っ赤になって。『いきます！』って気合を入れてからじゃないとできませんでした」と語っている。
『XIV』では『餓狼伝説』シリーズのキャラクターを入れすぎるとKOFらしさがそがれるということから初期キャラクターとしての実装は見送られ、のちにDLCとして実装された。

## 補足・逸話
- 好きな食べ物の「ビーフカップ」とは、牛丼のことである。
- 彼女のコードネームの由来であるカクテル「ブルー・マリー」にはレシピが設定されており、ジン30ミリリットル、レモンジュース10ミリリットル、砂糖とブルーキュラソー各スプーン2杯をシェイカーでシェイクし、氷の入ったグラスに注いで上からスパークリングワインを注いだものとされている[8]。
- KOFシリーズには『'97』からの参戦であるが、『KOF2000』『KOF2001』を除くと、シリーズごとに毎回異なるパートナーと組んでいる。『'97』では、『ゲーメスト』の人気投票で作られたテリー・ジョーとのチーム（遥かなる欲望チーム）でクリアすると、ことぶきつかさの一枚絵が見られる。
- 『RB』では、ハーバーステージでリングアウトした場合、水に落ちた時にタンクトップが取れ、胸が露わになるという演出があった。セガサターン版などでは忠実に再現されているが、『餓狼伝説 バトルアーカイブズ2』では修正されている。
- 『RBS』にて、EXマリー（人格が違う設定のマリー）でゲームクリアすると、エンディングでテリーに対して「私のペットにしてあげる」という、嗜虐的な発言をする。

## 担当声優
- 生駒治美（以下を除く全てのゲーム作品）
- ブリドカットセーラ恵美（『KOF XIV』、『KOF XV』、アプリ『THE KING OF FIGHTERS ALLSTAR』）

## 関連人物
- テリー・ボガード - 大人の付き合い・『KOF 2000』 『KOF 2001』でのチームメイト（『KOF』シリーズの相関図では「両想い？」）（パートナーと表記されている。それが恋愛関係のものかは明記されていない）
- アンディ・ボガード - 友人・『KOF 2000』 『KOF 2001』でのチームメイト
- ジョー・ヒガシ - 友人・『KOF 2000』 『KOF 2001』でのチームメイト
- 不知火舞 - 友人・『KOF 2003』でのチームメイト
- 李香緋 - 新人ファイター・『KOF'99』でのチームメイト
- ビリー・カーン - 調査対象・KOFでのチームメイト
- 山崎竜二 - 調査対象・KOFでのチームメイト
- ケビン・ライアン - 遠い親戚、『餓狼CotW』では従兄という設定になっている。
- 周防辰巳 - 祖父
- ギース・ハワード - 敵対・祖父を殺害した男
- キング - 『KOF'99』 『KOF 2003』でのチームメイト、『龍虎の拳』キャラクター
- 藤堂香澄 - 『KOF'99』でのチームメイト、『龍虎の拳』キャラクター
- セス - エージェント仲間、『KOF』キャラクター
- ヴァネッサ - エージェント仲間、『KOF XI』、『KOF XV』でのチームメイト、『KOF』キャラクター
- ラモン - 『KOF XI』でのチームメイト、『KOF』キャラクター
- ルオン - 同業者?、『KOF XV』でのチームメイト、『KOF』キャラクター